# 이계준 (프로듀서)
이계준(1978년 8월 18일 ~ )은 대한민국 MBC C&I 소속 프로듀서다.

## 학력
- 대일외국어고등학교 스페인어과
- 건국대학교 신문방송학과 학사

## 방송
| 연도 | 방송사 | 제목          | 비고     |
| ---- | ------ | ------------- | -------- |
| 2002 | KBS2   | 내사랑 누굴까 | 조연출   |
| 2004 | KBS2   | 알게될거야    | 조연출   |
| 2006 | KBS2   | 소문난 칠공주 | 조연출   |
| 2008 | MBC    | 흔들리지마    | 조연출   |
| 2009 | MBC    | 보석비빔밥    | 조연출   |
| 2010 | SBS    | 이웃집 웬수   | 조연출   |
| 2011 | MBC    | 위험한 여자   | 프로듀서 |
| 2012 | MBC    | 천사의 선택   | 프로듀서 |
| 2012 | MBC    | 사랑했나봐    | 연출     |
| 2013 | MBC    | 내 손을 잡아  | 연출     |
| 2014 | MBC    | 모두 다 김치  | 연출     |
| 2015 | MBC    | 이브의 사랑   | 연출     |